# Стивен Бакстер
Стивен Бакстер (енгл. Stephen Baxter; Ливерпул, 13. новембар 1957) писац је научне фантастике. Дипломирао је на математици и техничким наукама.

## Биографија
Стивен Бакстер рођен је 13. новембра 1957. године у Ливерпулу у Енглеској. Студирао је математику на Универзитету у Кембриџу и стекао је докторат из техничких наука на Универзитету у Саутемптону. Завршио је и пословну економију на Хенли менаџмент колеџу. Предавао је математику, физику, неколико година информационе технологије. Он је такође и инжењер, а од 1995. године бави се искључиво писањем. Члан је Британског интерпланетарног друштва. Председник је Британског друштва научне фантастике. 

### Селективна библиографија

#### Књиге
- Xeelee: Vengence, 2018.
- The Massacre of Mankind, 2017.
- Obelisk, 2016.
- The Long Cosmos, 2016. (са Тери Прачетом)
- The Medusa Chronicles, 2016. (са Аластер Рејнолдсом)
- Ultima, 2014.
- Universes, 2013.
- Doctor Who: The Wheel of Ice, 2012.
- The Science of Avatar, 2012.
- Last and First Contacts, 2012.
- Flood, 2008.
- Временска одисеја 2003-2007. (са Артуром Кларком)
  - Око времена, 2003.
  - Олуја са Сунца, 2005.
  - Прворођени, 2007.
- Светлост других дана, 2000. (са Артуром Кларком)
- Time, 1999.

#### Кратке приче
Многе његове кратке приче су публиковане у збиркама.

##### Збирке прича
- Resplendent
- The Hunters of Pangaea, 2004.
- Phase Space
- Traces, 1998.
- Vacuum Diagrams.

##### Селективна библиографија кратких прича
- A Road Not Taken: Fiction in the universe of Xeelee: Vengence
- Fragments of a Memoir: Fiction in the universe of The Massacre of Mankind
- At the Core – a story of The Long Cosmos
- Lobsang and Agnes in New Springfield: Original fiction in the universe of 'The Long Utopia'
- A Presidential Speech: Based on 'The Long Mars' са Тери Прачетом
- Yuri Eden on Mars: Set in the universe of Proxima
- Frank and the Dream: Set in the universe of The Long War са Тери Прачетом
- Doctor Who: The Wheel of Ice - Deleted Scenes
- The Memory of Ice: A history of the Northland universe
- The Long Earth: First Person Singular
- Pioneer
- The Northland Way
- Starring the Woodbines
- Cops with WormCams
- Ripples
- Ground Truth
- Sea Wrack
- Scrapbook
- The Full Story of the Firstborn Assault on Mars
- The Full Story of How Chicago Survived the Discontinuity

- Six Sixes
- Pilot

## Како писати научну фантастику?
Писање научне фантастике је изузетно захтеван посао. Врло је важно проналажење инспирације, развој идеја, креирање имагинарних светова и личности. Кратке приче су доста заступљене у научној фантастици. Неки сматрају да научна фантастика достиже свој врхунац у краткој причи. Издавачи научне фантастике стално прате појаву кратких прича и стално су у потрази за новим талентима и свежим идејама. Научна фантастика бави се питањима универзума и његовим утицајем на човечанство тако да су идеје неограничене.

## Награде
Добитник је многобројних награда. Добитник је Британске награде за фантастику, награде часописа Локус, награде Џон В. Кембел и награде Филип К. Дик.